# SN 1982G
SN 1982G – niepotwierdzona supernowa odkryta 16 kwietnia 1982 roku w galaktyce A132130-3548. W momencie odkrycia miała maksymalną jasność 18,00m.